# 菠萝园神的殿
菠萝园神的殿（Temple Beth El of Borough Park），现称青年以色列菠萝园神的殿（Young Israel Beth El of Borough Park），位于美国纽约市布鲁克林区15大道4802号，是一处历史性犹太会堂。建于1920年和1923年之间，是一座摩尔和埃及设计风格的三层建筑。

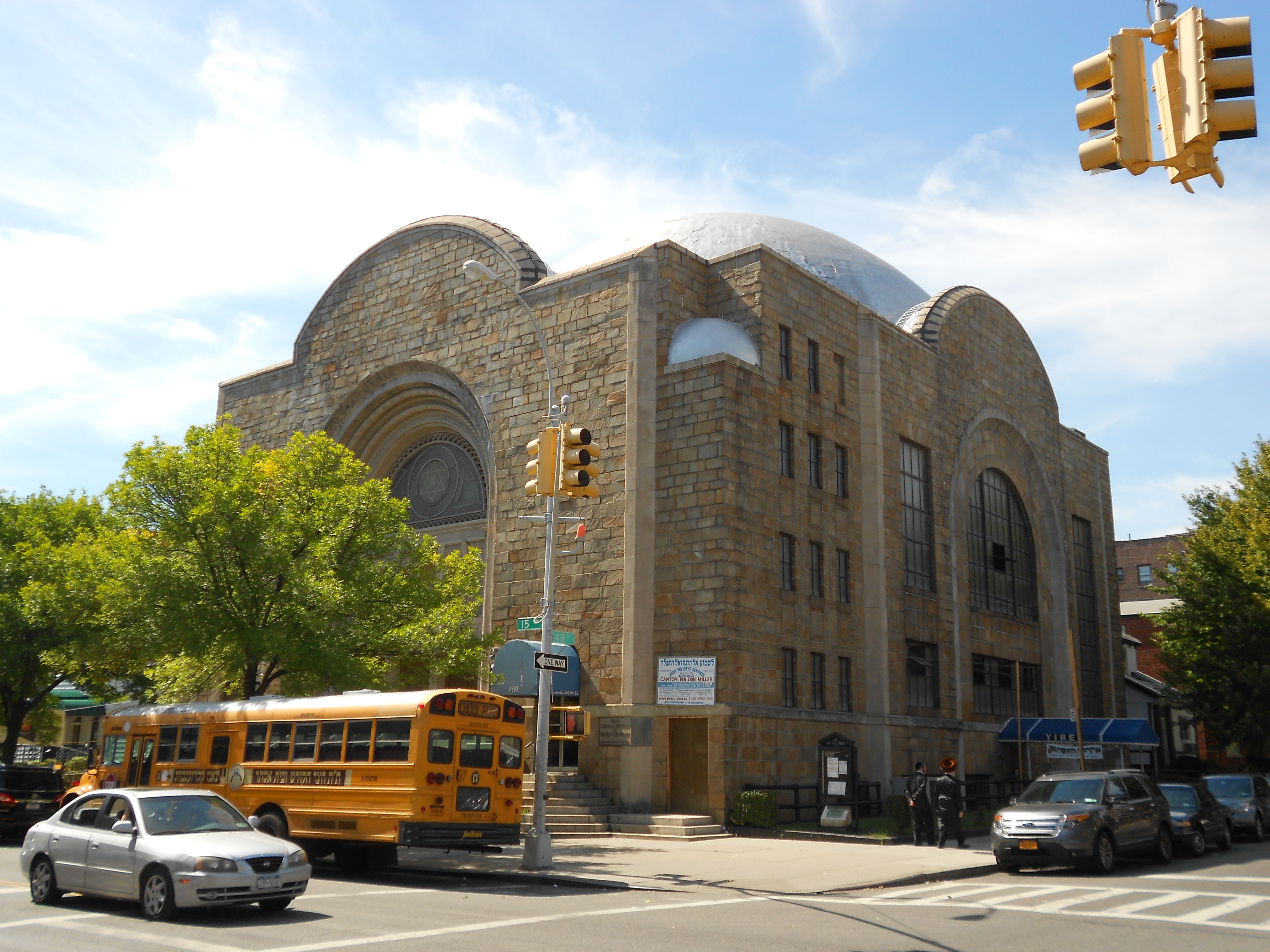

2010年，该建筑列入国家史迹名录。